# Dicranomyia torrens
Dicranomyia torrens là một loài ruồi trong họ Limoniidae. Chúng phân bố ở miền Australasia.